# Psyllo
Psyllo là một chi nhện trong họ Araneidae.